# Papirus 123
Papirus 123 (według numeracji Gregory-Aland), oznaczany symbolem {\displaystyle {\mathfrak {P}}^{123}} – grecki rękopis Nowego Testamentu, spisany w formie kodeksu na papirusie. Paleograficznie datowany jest na IV wiek. Zawiera fragmenty 1. Listu do Koryntian.

## Opis
Zachowały się fragmenty jednej karty 1. Listu do Koryntian (14,31-34; 15,3-6). Tekst pisany jest jedną kolumną na stronę. Oryginalna karta miała 21 linijek tekstu na stronę.
Transkrypcja
Recto
].θα̣ν̣ωσινκ̣[
[c. 4]ν.[ ... ]ν̣α̣προ̣φητω.[...
].τα̣σσετα̣[...].υ̣γαρε̣σ̣τ̣.[...].ατασ̣[...
].νησωσ̣[...]ε̣νπασαιστ.[...]ε̣κκ̣[...
] ... [... ]υ̣να̣ικεσεν̣[...
]ε̣πιτρεπ̣[...
]...[
Verso
].ι̣νενπ̣.ω̣τ̣ο̣[...
].ενυπ̣ε̣ρ̣τω̣ν̣[...
]σ̣και.[...]..φ̣ηκ̣..[...] εγηγ.ρ̣τ.[...
].κ̣α̣[...]..γ̣ρ̣αφα̣σ̣.[...]αι̣οτιωφ[...
]φθ̣η̣ε̣π̣α̣ν̣.π̣.[...
]ω̣νο̣ι̣π̣.[...
] [.

## Historia
Na liście rękopisów znalezionych w Oksyrynchos umieszczony został na pozycji 4844. Tekst rękopisu opublikowany został w 2008 roku. INTF umieścił go na liście rękopisów Nowego Testamentu, w grupie papirusów, dając mu numer 123.
Rękopis datowany jest przez Instytut Badań Tekstu Nowego Testamentu na IV wiek.
Obecnie przechowywany jest w Ashmolean Museum (Papyrology Rooms, P. Oxy. 4844) w Oksfordzie.